# イストリア半島
イストリア半島（イストリアはんとう、イタリア語:Istria）は、アドリア海の奥に位置する三角形の半島である。
イストリアとはイタリア語からの呼び名で、クロアチア語、スロベニア語ではイストラ（Istra）となる。北からイタリア、スロベニア、クロアチアに跨る。

## 地理

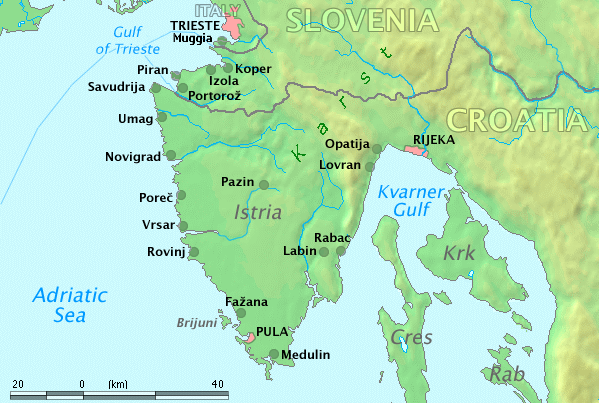
イストリア半島の地図

半島の西にはトリエステ湾が、東側にはダルマチア式海岸に特有の島々が連なる。イストリア半島の代表的な都市は半島の西側の付け根にあるスロベニアのコペルである。

### 地方行政区分

#### イタリア
- フリウリ＝ヴェネツィア・ジュリア州トリエステ県ムッジャ

#### スロベニア
スロベニアの地方自治体の最高単位は市になる。括弧内はイタリア名
- コペル（カポディストリア）
- イゾラ（イーゾラ・ディストリア）
- ポルトロジュ（ポルトローゼ）
- ピラン（ピラーノ）
- ディヴァーチャ（ディヴァッチャ）

#### クロアチア
括弧内はイタリア名。郡と代表的な都市を記述する
- プリモリェ＝ゴルスキ・コタル郡（リトラネオ＝モンターナ） 
  - リエカ（フィウーメ）
  - オパティヤ（アッバツィーア）
- リカ＝セニ郡（リッカ・エ・ディ・セーニャ）
- イストラ郡（イストリア）
  - ポレッチ（パレンツォ）
  - ロヴィニ（ロヴィーニョ）
  - プーラ（ポーラ）

## 歴史
紀元前2世紀ごろローマに征服され、東ローマ帝国、ランゴバルト王国やヴェネツィア共和国を経て、1815年にアドリア海沿岸部のヴェネツィア領を完全に併合する事でイストリア半島全域がオーストリア帝国領土となった。キュステンラントと呼ばれる皇帝直轄領に属することとなった。これまでの歴史的過程により、イストリア半島ではイタリア人、スロベニア人、クロアチア人の混住が進んだ。但し、後述のイタリアの民族主義が高まる以前は、北イタリアも含めてオーストリアの支配下にあったことで、民族間の対立が起き難かった。
1861年にリソルジメント（イタリア統一戦争）が一応の終結を見、イタリア王国が成立すると、イストリア半島は他の旧ヴェネツィア共和国領や南チロルと共に本来イタリア領であるべき「未回収のイタリア」と呼ばれ、イタリアによるイストリア半島奪回運動が始まった。
1914年に第一次世界大戦が始まると、本来三国同盟の中に在ったイタリアは、オーストリアと対決する事で、「未回収のイタリア」を回復する事を望み、1915年、連合国側に立って参戦した。第一次世界大戦における、オーストリア、イタリアの主戦線はイストリア半島西側を流れる、現イタリア、スロベニア国境地帯を流れるイゾンツォ川（ソチャ川）を挟んだ地域であった。1918年に、同盟国側の崩壊により、第一次世界大戦が終結すると、ラパッロ条約により、イストリア半島の全域がイタリア王国に併合される。

### 第二次世界大戦とトリエステ帰属問題

第二次世界大戦においては、イタリアの無条件降伏の後はドイツ軍が実質的な支配を行った。ドイツの降伏直前には北イタリア側からは連合軍が、南側からヨシップ・ブロズ・チトー率いる、パルチザンがイストリアの港湾都市トリエステに侵入。現在イタリア領になっている地域（右図A地区）をイギリス軍を主体とする連合軍が、現在スロベニアおよびクロアチア領となっている地域（右図B地区）をユーゴスラビア軍が占領した。ここでイタリアとユーゴスラビアとの間でトリエステの領有が問題になった。当時、ユーゴスラビアは完全にソ連側の陣営と見られていたため、重要港であるトリエステを東側に譲る事は、アメリカ合衆国やイギリスにとってはありえない選択肢であった。一方ユーゴスラビア側から見れば、この地域における唯一の港湾を有していたのがトリエステで、同時にスロベニア地域からの唯一の外海への出口でも在ったため、譲れない問題であった。
この問題は国際連合への預かりとなり、1947年現在のイタリアとスロベニア領に当たる地域が国際連合安全保障理事会管理下の非武装中立地域となった。便宜的にイギリス軍占領地域のトリエステ中心部を「A地区」、ユーゴスラビア軍占領地域を「B地区」と呼んだ。その後冷戦の激化の中で両地域の経済的分断、人的交流の分断が進行した。1952年にはアメリカ、イギリスが「A地区」の自治をイタリアに任せる事で撤退し、国連安保理による統治は終結した。イタリアとユーゴスラビアとの領土問題は1954年のロンドン覚書により現在のイタリアとスロベニア、クロアチアの境界線を確定させ、その後1975年のオージモ条約でイタリアが「B地区」の領有を放棄する事で最終的に決着した。
スロベニアとクロアチアの境界線は1946年のユーゴスラビア内の各共和国、及び自治州の境界線を制定した時に設定された。この境界は1991年にスロベニア、クロアチア両国がユーゴスラビアから独立して以降も存続している。